# Slaget ved Sjællands Odde
Slaget ved Sjællands Odde var et søslag udkæmpet mellem den dansk-norske og den britiske flåde ud for Sjællands Odde i 1808. Den danske flådes eneste linjeskib, efter afsked med Orlogsflåden i 1807, Prinds Christian Frederik – under kommando af kaptajn Carl Wilhelm Jessen – var afsejlet dagen før fra Helsingør og var på vej vest på nord om Sjælland, da det den 21. marts blev indhentet af en større britisk flådestyrke, udgået fra Höganäs, der ankerede op ved Røsnæs, mens det danske skib lå ved Sejerø.
Den 22. marts sejlede de engelske skibe mod det danske skib og den danske kaptajn ville prøve, med sit gode lokalkendskab, at undslippe de engelske skibe og nå tilbage til Kronborg og foretog derfor nogle komplicerede manøvrer nord om Sejerø, der dog blev besværliggjort af den panikslagne lods, der skulle hjælpe ham. 
Efter en del krydsen frem og tilbage indhentede de engelske skibe Prins Christian Frederik ved Sjællands Odde omkring ved 18-tiden, og den danske kaptajn lagde skibet tæt ind mod kysten, så det kunne sættes på grund frem for at falde i englændernes hænder.
Ved 19-tiden begyndte de første skud og snart var det danske skib omringet og det var i disse indledende træfninger at den danske første officer, Peter Willemoes, faldt da han blev ramt af en kanonkugle i hovedet.
Efter 3 timers kamp satte kaptajn Jessen skibet på grund på 55°59′01″N 11°20′10″Ø / 55.9835°N 11.3362°Ø og strøg flaget.
De danske sømænd flyttedes over i et af de engelske skibe med henblik på transport til England i fangenskab. De døde fragtedes over på land. 
Den 23. marts blev Prins Christian Frederik sat i brand og da ilden nåede krudtdepottet sprang skibet i luften. 
De døde sømænd blev alle begravet i en fællesgrav på Odden kirkegård hvor der nogle år senere blev rejst et mindesmærke over de faldne.